# هدف ازدست‌رفته (ترانه بیلی آیلیش)
«هدف ازدست‌رفته» (انگلیسی: Lost Cause) ترانه‌ای از خوانندهٔ آمریکایی بیلی آیلیش است. این ترانه در ۲ ژوئن ۲۰۲۱ از طریق دارک‌روم و اینترسکوپ رکوردز به عنوان چهارمین تک‌آهنگ از دومین آلبوم استودیویی آیلیش به نام خوشحال‌تر از همیشه (۲۰۲۱) منتشر شد.